# EC 1.6
La EC 1.6 è una sottoclasse della classificazione EC relativa agli enzimi. Si tratta di una sottoclasse delle ossidoreduttasi che include enzimi che utilizzano NADH o NADPH come donatori di elettroni.

## Sotto-sottoclassi
Esistono sei ulteriori sotto-sottoclassi:
- EC 1.6.1: con NAD+ o NADP+ come accettore;
- EC 1.6.2: con un citocromo come accettore;
- EC 1.6.3: con ossigeno come accettore;
- EC 1.6.5: con un chinone come accettore;
- EC 1.6.6: con un gruppo azotato come accettore;
- EC 1.6.99: con altri accettori.